# Embarassada baixista
Una embarassada baixista (en anglès: bearish harami; del japonès: Harami, lit. embarassada) és un patró d'espelmes japoneses format per dues espelmes que apareix en una tendència alcista i que indica un possible esgotament de la tendència i l'entrada en una zona de congestió; rep aquesta denominació perquè tindria la forma d'una dona, l'espelma llarga blanca, i la seva panxa per estar embarassada, la petita espelma negra.

## Criteri de reconeixement
1. La tendència prèvia és alcista
2. Es forma una 1a espelma blanca amb tancament proper al high.
3. L'endemà s'obre baixista i es forma la petita espelma negra, el cos de la qual està completament embolcallada pel cos de l'espelma blanca prèvia.
4. Les ombres superior i inferior de l'espelma negra no tenen perquè està dins del cos de la blanca, malgrat que és preferible que sigui així.

## Explicació
El patró de l'embarassada baixista és una evidència de disparitat en la salut de la tendència. Si fins aleshores havia estat alcista, i l'espelma blanca confirmava la direcció, l'aparició de la petita espelma negra mostra que la fortalesa dels bulls s'ha reduït. D'entrada s'ha obert a la baixa, i després ha estat impossible pels bulls recuperar la tendència alcista.

## Factors importants
La primera espelma inclús podria ser negra, però el factor important és que el segon dia s'obri baixista i efectivament el cos de l'espelma negra estigui totalment embolcallada -dins del rang de l'espelma blanca-. La seva significació principal és la de l'esgotament de la tendència alcista, especialment en situacions de sobrecomprat, per bé que en comptades ocasions pot anticipar un canvi de la tendència; en aquest sentit la confiança d'aquest patró és baixa i és imprescindible acompanyar el senyal amb altres confirmacions dels indicadors tècnics, d'espelmes -una llarga espelma negra l'endemà amb tancament inferior l'endemà-, o de gràfics, com ara un trencament de línia de tendència, un gap baixista.